# Rothes
Rothes (gälisch: Rathais) ist eine Stadt in der schottischen Region Moray. Sie liegt etwa 60 km östlich von Inverness und 70 km nordwestlich von Aberdeen am Nordufer des Flusses Spey. Rothes wurde 1766 am Ort einer älteren Siedlung gegründet. Im Jahre 2011 verzeichnete Rothes 1252 Einwohner. Im Ortszentrum oberhalb der Glen-Spey-Destillerie ist die aus dem 13. Jahrhundert stammende Ruine von Rothes Castle gelegen.
Rothes liegt in der bedeutenden Whiskyregion Speyside. In Rothes befinden sich die aktiven Whiskybrennereien Speyburn, Glen Grant, Glenrothes und Glen Spey sowie die 2010 abgerissene Brennerei Caperdonich.

## Söhne und Töchter der Stadt
- Alexander Forsyth, Kupferschmied und Gründer der Kupferschmiede A. Forsyth and Son.[10][11][12]

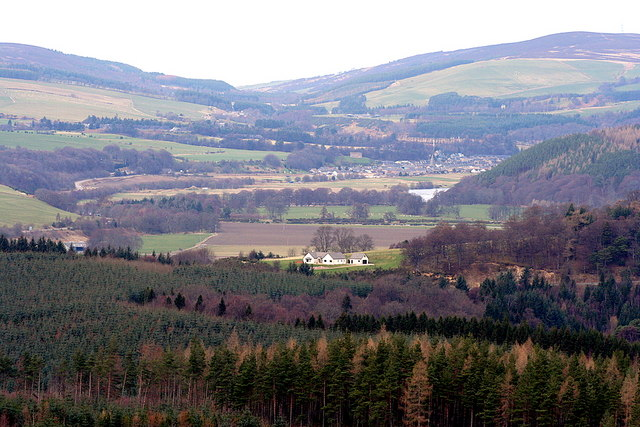
Rothes im Speytal
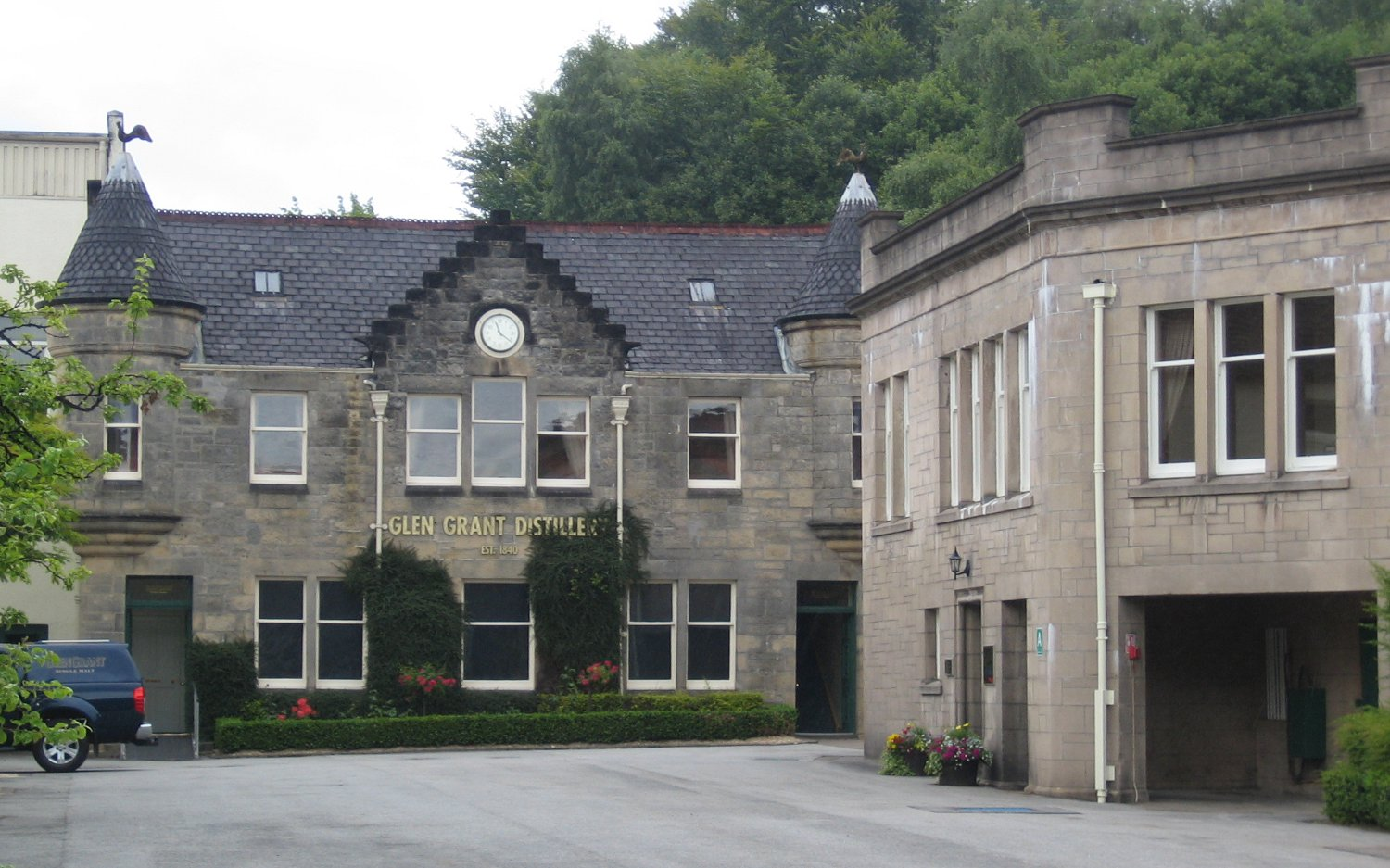
Glen-Grant-Brennerei